# Nijni Saiantüi
Nijni Saiantüi (en rus: Нижний Саянтуй) és un poble de la República de Buriàtia, a Rússia, segons el cens del 2010 tenia 2.829 habitants.